# Mastomys kollmannspergeri
Mastomys kollmannspergeri là một loài động vật có vú trong họ Chuột, bộ Gặm nhấm. Loài này được Petter mô tả năm 1957.